# Harry Tham (ingenjör)
Per Gustaf Harry Tham, född 24 maj 1905 i Skövde, död 2 mars 1989 i Limhamns församling, Malmö, var en svensk ingenjör. Han var son till Harry Tham.
Gift med Clary Tham (Lemon).
Efter studentexamen i Skara 1923 utexaminerades Tham från Kungliga Tekniska högskolan i Stockholm 1927. Han var anställd vid Vattenfallstyrelsen 1929–31, vid Elektriska prövningsanstalten 1931–34, var chefsingenjör vid Karlskrona elverk, gasverk och trafikföretag 1935–39, verkställande direktör vid Malmö stads gas- och elverk 1939–70 (som efterträdare till H.M. Molin) och vid Malmö kraftvärmeverk 1961–70. Han var även andre vice ordförande i Svenska Elverksföreningen. Han avlade reservofficersexamen 1929 och blev kapten i signaltruppernas reserv 1942.